# الحياة الوردية
الحياة الوردية (بالفرنسية: La Vie en rose الاسم في النسخ الأجنبية)‏، (بالفرنسية: La Môme في النسخة الفرنسية فقط)‏ هو فيلم سينمائي فرنسي لعام 2007.أخرج اوليفيه داهان الفيلم الذي كان مرشحا لجوائز عدة منها جائزة سيزر. يدور الفيلم عن حياة المطربة الأسطورية الفرنسية اديث بياف، حيث يحمل الفيلم اسم أغنيتها الحياة الوردية. وفاز الفيلم خمس جوائز Césars، بما في ذلك واحدة لجائزة أفضل ممثلة، ماريون كوتيار حصلت على جائزة الأوسكار لأدائها، وهي المرة الأولى تمنح جائزة اوسكار لدور باللغة الفرنسية. وهي أيضا أول ممثلة فرنسية تفوز بافتا لأفضل ممثلة، وأول ممثلة تفوز عن فيلم كوميدي أو موسيقي بغولدن غلوب عن دور اللغات الأجنبية. وأصبح الحياة الوردية أول فيلم سينمائي فرنسي يفوز بجائزتين الأوسكار، وأخرى للماكياج.

## وصلات خارجية
- الموقع الرسمي في الولايات المتحدة
- الموقع الرسمي للفيلم
- الحياة الوردية على موقع IMDb (الإنجليزية)
- الحياة الوردية على موقع ميتاكريتيك (الإنجليزية)
- الحياة الوردية على موقع الموسوعة البريطانية (الإنجليزية)
- الحياة الوردية على موقع روتن توميتوز (الإنجليزية)
- الحياة الوردية على موقع نتفليكس (الإنجليزية)
- الحياة الوردية على موقع قاعدة بيانات الأفلام العربية
- الحياة الوردية على موقع ألو سيني (الفرنسية)
- الحياة الوردية على موقع Turner Classic Movies (الإنجليزية)
- الحياة الوردية على موقع أول موفي (الإنجليزية)
- الحياة الوردية على موقع بوكس أوفيس موجو (الإنجليزية)
- La Vie en rose على موقع أول موفي.
- La Vie rn rose- صور من الفيلم
- حوار مع Olivier Dahan
- حوار مع Marion Cotillard